# Millie Bailey
Pour les articles homonymes, voir Bailey.
Vivian Mildred Bailey (née le 3 février 1918 - 1er mai 2022) est une ancienne combattante américaine de la Seconde Guerre mondiale, fonctionnaire et bénévole. Elle était une collectrice de fonds pour l'éducation, la santé et le personnel du service militaire. Bailey a été l'un des premiers officiers afro-américains du Women's Army Corps et a servi en tant que commandant du Women's Colored Detachment. Bailey a été directrice de division dans l'administration de la sécurité sociale.

## Enfance et éducation
Vivian Mildred Corbett est née à Washington, D.C., le 3 février 1918. Sa mère ramène les enfants dans sa ville natale de Tulsa, dans l'Oklahoma, après que le père de Bailey ait été déployé pendant la Première Guerre mondiale,.

## Carrière
Bailey est l'une des deux seules femmes noires à obtenir un grade supérieur lors de son cours d'officier. Elle reçoit sa commission de premier lieutenant à l'école provisoire de formation d'officiers de l'armée de Fort Des Moines et sert dans le Women's Army Corps de 1943 à 1946. Bailey devient commandante en second du Women's Colored Detachment à Fort McClellan. Elle sert ensuite comme commandante du détachement entièrement féminin avant d'être sélectionnée pour suivre le cours d'administration des officiers de l'Adjutant General School. Étant l'une des deux seules femmes noires de la classe, elle obtient son diplôme avec des notes exceptionnelles et sert pour la première fois dans une unité non ségrégée.
En parlant de ses expériences, Bailey déclare n'avoir pas subi de discrimination sexuelle mais que les troupes étaient victimes de ségrégation raciale. La première fois qu'elle est sortie seule du poste à Fort McClellan, une femme blanche lui a craché dessus en disant : « Regardez cette salope noire ». Bailey fait semblant de ne pas remarquer, invoquant la peur du lynchage. En revanche, elle raconte également que son général, un homme blanc, la traite avec gentillesse alors qu'elle se trouve dans un camp d'entraînement à San Antonio. À Fort Benning, Bailey est premier lieutenant responsable de 144 femmes.
Après avoir quitté l'armée américaine, Bailey s'installe à Chicago et travaille pour le ministère des Anciens combattants des États-Unis et l'administration de la sécurité sociale. En 1970, elle est transférée au bureau de la sécurité sociale de Baltimore en tant que directrice de division et prend sa retraite en 1975.
Bailey est une bénévole communautaire active et une collectrice de fonds pour l'éducation, la santé et l'armée. À partir de 1966, Bailey collecte, emballe et expédie des colis CARE pour les membres du service militaire américain. De 1982 à 1993, Bailey siège à la Commission de planification des ressources de santé du Maryland et participe à l'approbation des premiers scanners d'imagerie par résonance magnétique et de tomodensitométrie dans l'État. Elle quitte la commission pour rejoindre le conseil d'administration de l'hôpital général du comté de Howard, où elle siège pendant 23 ans avant de se retirer en 2015.
Bailey est aussi membre du conseil consultatif des citoyens de la police du comté de Howard. À partir de 1999, elle défend les intérêts de l'école primaire de Running Brook et collecte des fonds pour cette école. Le 22 octobre 2020, le Vivian C. "Millie" Bailey Neighborhood Square sur le lac Kittamaqundi est dédié en son honneur.

## Vie personnelle et décès
Bailey rencontre son futur mari, William Bailey, le 10 avril 1943, le jour même où elle est commissionnée. Ils se marient après avoir quitté l'armée américaine.
En 1970, ils déménagent à Columbia, Maryland, où Bailey réside pour le reste de sa vie. Elle aime voyager et a visité cinquante pays en 2013. Pour son 100e anniversaire, Bailey exprime le souhait d'une véritable égalité pour les générations futures. En 2020, elle fait du parachutisme à l'âge de 102 ans. Bailey est décédée à Ellicott City, dans le Maryland, le 1er mai 2022, à l'âge de 104 ans,,.